# オスヴォルト・クレルの肖像
『オスヴォルト・クレルの肖像』（オスヴォルト・クレルのしょうぞう、独: Bildnistriptychon des Oswolt Krel, Mittelteil, 英: Portrait of Oswolt Krel）は、ドイツのルネサンス期の巨匠アルブレヒト・デューラーが1499年に制作した板上の油彩画で、画家初期の最も優れた肖像画である。作品はミュンヘンのアルテ・ピナコテークに所蔵されている。
本作のモデル、オスヴォルト・クレルは、目、口元、鼻柱、また左手のポーズに気性の激しさを見せている。彼はリンダウ出身の商人で、1499年1月から1500年8月までニュルンベルクに滞在した。リンダウに戻ってからは市長などを務めた人物であるが、ニュルンベルクではある市民を侮辱したかどで一時収監されたという記録も残っている。
作品の構成においては、赤い地と風景は自然な情景としての結びつきは持っていない。『ハラーの聖母』(ワシントン・ナショナル・ギャラリー) や『自画像』(プラド美術館) のように、室内空間と窓を通して眺めた風景という設定を捨て、画面を大胆に色面で分割している。赤い地と風景を明確に分割していることに加え、モデルを腰までの姿で捉えていること、鋭角をなす胸元、風景の主要なモティーフとなっている樹木など、きっぱりとした縦方向の要素が強調されている。こうした構成は、モデルの性格を表す役割を持っているのであろう。
本肖像画の両翼パネルとして、あるいは蓋として描かれた2点のパネルがあり、クレル家とクレルの妻の実家エーゼンドルフ家の紋章が表されている。描かれている「紋章盾を持つ野人」というモティーフは、マルティン・ショーンガウアーの銅版画などこの時代にしばしば見られるもので、『ハラーの聖母』にも描かれている。なお、「野人」はカインの末裔だと見なされていた。

## ギャラリー

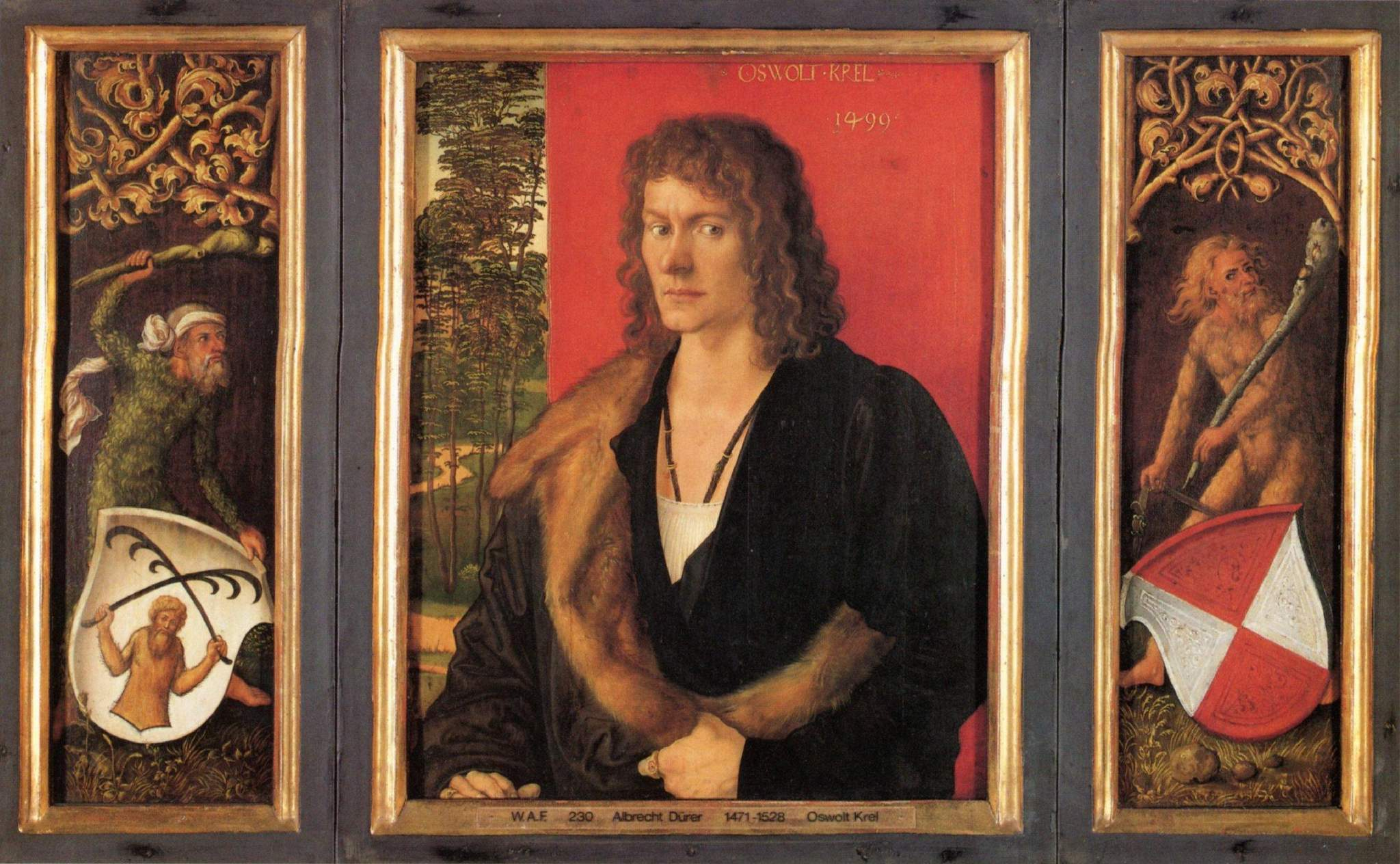
『三連祭壇画』としての形状
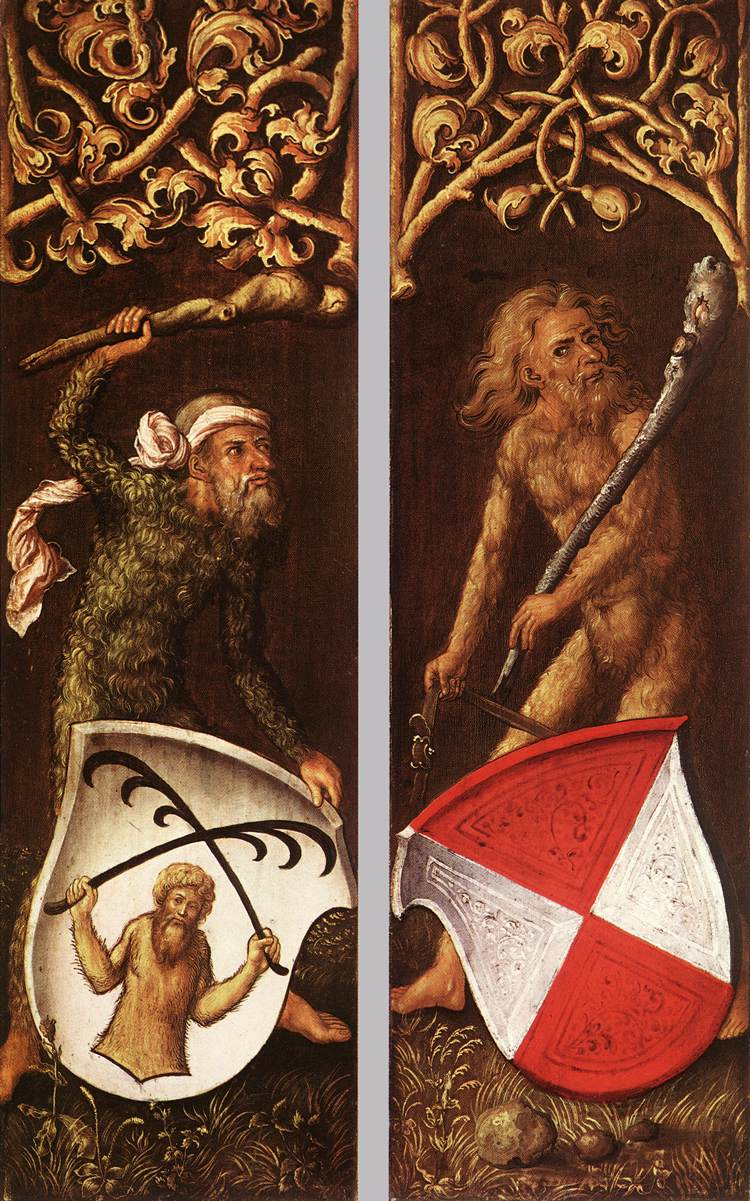
両翼パネル